# Oiski! Poiski! – Neues von Noahs Insel
Oiski! Poiski! – Neues von Noahs Insel (Originaltitel: Noah’s Island) ist eine Zeichentrickserie der EBU, die 1997 unter Federführung von WDR und BBC ins Leben gerufen wurde. Oiski! Poiski! handelt von einer im Meer treibenden Insel, die unter Führung des Eisbären Noah Kurs auf einen sagenumwobenen Ort nimmt, an dem alle mitreisenden Tiere in Frieden zusammen leben wollen. Auf der Insel wohnen zahlreiche verschiedene Tierarten wie Bären und Affen, aber auch vermeintlich Ausgestorbene wie Mammuts und Dodos. Auf der Reise um den Erdball finden immer mehr Tiere Zuflucht auf Noahs Insel. Regisseure der Serie waren Philippe Leclerc, Frederic Trouillot und Alan Simpson.

## Handlung
Die drei Staffeln der Serie umfassen je 13 Folgen à 25 Minuten. Die erste Staffel entstand 1997, die zweite 1998 und die dritte 1999.

### Staffel 1
Am Anfang steht ein Meteoriteneinschlag, infolgedessen ein Stück Küste vom Festland abgetrennt wird und fortan im Meer treibt. Auf der Insel leben die Mammuts Almut und Helmut, ein stummer Hase und der Eisbär Noah. Als Noah von der Existenz des Paradieses Diamantina erfährt, einem Stück Land, das von den Menschen unentdeckt blieb, beschließt er die treibende Insel an diesen Ort zu steuern. Er bedient sich hierbei der Energie des Feuerballs, der im Inneren der Insel kocht. Als das Schiff eines Zoos ganz in der Nähe von Noahs Insel versinkt, nimmt er die verunglückten Tiere bei sich auf. Doch das von Noah angestrebte friedliche Zusammenleben der Tiere erweist sich als große Herausforderung. Auf der Reise nach Diamantina werden die Bewohner von Noahs Insel immer wieder von Naturkatastrophen wie Wirbelstürmen bedroht und geraten in missliche Lagen. Als die treibende Insel nur noch wenige Tagesreisen von Diamantina entfernt scheint, bleibt sie im antarktischen Eis stecken.

### Staffel 2
Zu Beginn kommt es zu einem tragischen Unglück: Noch immer treibt Noahs Insel kurz vor Diamantina. Die alte und weise Mammutdame Almut prophezeit ihren Tod, sollte sie die Insel Diamantina erreichen. Um seine Frau zu retten, lenkt Mammut Helmut die Energie des Feuerballs in eine andere Richtung, so dass Noahs Insel in eine Meeresströmung gerät und knapp am erhofften Ziel Diamantina vorbeitreibt. Noah verfällt in Traurigkeit, lässt sich jedoch bald wieder motivieren, als das neu hinzugestoßene Gorillaweibchen Gertie vorschlägt, bedrohte Tierarten zu suchen und auf die Insel aufzunehmen. So steuert die Insel im Indischen Ozean umher, um gefährdete Tiere zu retten.
Auch in dieser Staffel geraten die Bewohner der Insel wieder in mehr oder weniger gefährliche Abenteuer. Sie müssen zum Beispiel vor einer riesigen Flutwelle fliehen oder sich mit einem madagassischen Fingertier auseinandersetzen. Unter den neuen exotischen Bewohnern finden sich ein Wombat namens Wommie, ein Schuppentier, ein Bandikut, ein Mungo und ein Komodowaran. Am Ende der Staffel erreicht Noahs Insel nach langer strapaziöser Reise das gelobte Diamantina.

### Staffel 3
Die dritte Staffel beschreibt das Leben von Noah und seinen Freunden in Diamantina. Um den Tieren der Insel eine Freude zu machen, sticht Noah noch einmal mit seiner Insel in See. Er will den Fortbestand der Tiergemeinde sichern und macht sich auf die Suche nach Partnern für seine Freunde. So finden zum Beispiel der Mandrill Rick und das Känguru Bumera ein passendes Weibchen beziehungsweise Männchen. Doch schon bald müssen die Tiere resigniert feststellen, dass Diamantina nicht das Paradies ist, für das es alle hielten. Sie müssen gemeinsam gegen Überflutungen und Erdbeben kämpfen. Auch das grimmige Mammut Miesmut, das all die Jahre in Diamantina überlebt hatte, macht Noahs Freunden das Leben schwer. Rick und Sascha geraten in die Fänge einer mysteriösen Froschkönigin, die in einem unterirdischen Höhlensystem lebt. Als auch noch Gorilladame Gertie ein Junges von ihrem Mann Rocco erwartet, drängt sie die Gemeinschaft dazu, den zerstörerischen Ort zu verlassen. Als Noah seine Freunde zum Bleiben zu überzeugen versucht, lehnen sie es ab, sich weiterhin unter seine Führung zu stellen. Die Bärin Ursula wird zur neuen Kapitänin. Trotz des Versuches von Noah, durch eine Liebesbeziehung mit ihr weiterhin alle Geschehnisse auf indirektem Wege zu lenken, entscheiden sich letzten Endes alle Inselbewohner dafür, Diamantina zu verlassen.
Die Serie endet damit, dass die fahrende Insel einem großen Wal folgt, von dem das Känguru Bumera vermutet, dass er sie zu einem wirklichen Tierparadies führen könnte.

## Charaktere

### Noah
Als Kapitän der schwimmenden Insel nimmt der Eisbär Noah eine zentrale Rolle in der Serie ein. Er zeichnet sich durch seine ruhige und bedächtige Art aus. Im Notfall weiß er immer Rat und wenn nicht, dann wendet er sich an die Mammuts. Bei brenzligen Situationen lässt sich Noah stets ein „… du liebes Bisschen …“ entlocken. In der deutschen Fassung wird er von Hans Teuscher (Staffel 1) und Klaus Sonnenschein gesprochen.

### Sascha
Sascha ist der heimliche Star der Serie. Er ist ein kleiner, aber überaus cleverer Russischer Desman. Er stößt in der dritten Folge zu Noahs Insel hinzu, nachdem er aus einem Zirkus befreit wurde. Sascha erzählt oft von seiner Zeit in Minsk und wird schon bald Noahs bester Freund. Seine Markenzeichen sind der russische Akzent und das von ihm immer wieder ausgerufene „Oiski! Poiski“.

### Rick
Der Mandrill Rick wäre gerne ein Mensch („… ich bin schon beinah-fast ein Mensch …“). Er versucht sich das Lesen beizubringen und wartet sehnsüchtig auf Kontakt mit Menschen, was ihn deutlich von den anderen Tieren unterscheidet, die alle zu viel Leid durch die Menschen erfahren haben und diese jetzt meiden. Außerdem dressiert Rick in seiner Höhle Hyänen und verursacht nicht selten Streit und Ärger unter den Tieren. Im Laufe der Geschichte ändert sich Rick zu einem besseren Tier und die anderen Charaktere wie Noah tolerieren ihn. Er wird von Andreas Mannkopff gesprochen.

### Rocco
Rocco ist ein gutmütiger, jedoch temperamentvoller Gorilla, der die Krankenstation von Noahs Insel betreut. Während er in der ersten Staffel noch stark über den Tod seiner Frau Hettie trauert, findet er in Staffel 2 mit Gertie ein neues Weibchen.

### Bumera
Die Krankenschwester der Insel ist das Känguru Bumera, das dem Arzt Rocco immer zur Seite steht, obwohl sie sich Tag für Tag mit ihm streitet. Nicht selten ist sie es, die mit ihrer Vernunft anderen Tieren der Insel ins Gewissen redet.

### Ursula
Ursula ist eine kindlich-naive Braunbärin, die eine enge Freundschaft mit der Pandabärin Chiang verbindet. Die beiden streifen lieber über die Strände der Insel, als anderswo zu helfen, was oft zu Streitereien führt. Trotzdem ist Ursula sehr beliebt bei ihren Freunden und wird in der dritten Staffel eine immer größere Kritikerin von Noahs Plänen.

### Almut und Helmut
Helmut ist das alte, trottelige Mammut, das Almut seit Jahrhunderten tagtäglich seine Liebe gesteht. Doch die will davon zunächst nichts wissen und fühlt sich von Helmuts ständigen Heiratsplänen sichtlich genervt. Almut ist Noahs Anlaufstelle, wenn er selber nicht weiter weiß. Meistens kann sie mit ihrer unermessenen Weisheit und Lebenserfahrung weiterhelfen.

### Ventil-Rhino
Das Ventil-Rhino ist ein sentimentales Rhinozeros, dessen Arbeit im Inselinneren darin besteht, das Ventil für den Lava-Antrieb der Insel (ein runder Stein vor dem Austrittsloch) zu öffnen und zu schließen. Ventil-Rhino redet sehr selten, gibt jedoch stets ein fröhliches, genügsames „Pom Pom Piddl Pom“ von sich.

### Weitere Charaktere
Außerdem leben auf der Insel die Geierstaffel, das Kummerwalross, das Erdferkel Carmen und noch viele andere Tiere, die oft nicht einmal mit Namen erwähnt werden.

## Serientitel
Der deutsche Serientitel Oiski! Poiski! bezieht sich auf den Ausruf von Bisamspitzrüssler Sascha. Dieser Ausdruck ist sowohl Ausruf des Erstaunens, Missfallens als auch der Freude. Von Zeit zu Zeit benutzt Sascha auch den Superlativ: Oiski! Poiski! Doppelpoiski!

## Sprecher
| Rolle                          | Sprecher                         |
| ------------------------------ | -------------------------------- |
| Rocco der Gorilla              | Hans-Werner Bussinger            |
| Ursula der Braunbär            | Helga Sasse                      |
| Carmen das Erdferkel           | Diana Borgwardt/Ilona Schulz     |
| Gertie der Gorilla             | Regina Lemnitz                   |
| Froschkönigin                  | Gisela Fritsch                   |
| Kummerwalross                  | Helmut Krauss                    |
| Seelöwe                        | Stefan Krause                    |
| Otto der Orang-Utan            | Tom Deininger                    |
| Großvater Elefant              | Horst Lampe                      |
| Eisbär Noah                    | Hans Teuscher/Klaus Sonnenschein |
| Rick, der Mandrill             | Andreas Mannkopff                |
| Känguru Bumera                 | Evelyn Gressmann                 |
| Großer Panda Chiang            | Heidrun Bartholomäus             |
| Mammut Almut                   | Inken Sommer                     |
| Mammut Helmut                  | Joachim Nottke                   |
| Mammut Miesmut                 | Friedrich W. Bauschulte          |
| Fingertier Aye-Aye             | Stefan Gossler                   |
| Gutes Faultier                 | Wilfried Herbst                  |
| Fieses Faultier                | Thomas Keck                      |
| Komodowaran                    | Jörg Hengstler                   |
| Schuppentier Pangolin          | Santiago Ziesmer                 |
| Bisamrüssler Sascha            | Michael Walke/Martin Klásek      |
| Diener der Froschkönigin       | Georg Tryphon                    |
| Wombat Wommie                  | Michael Pan                      |
| Löwe Leo                       | Wolfgang Kühne                   |
| Elefantenbaby                  | Bea Tober                        |
| Streifenhyänen Emma und Erna   | Sonja Deutsch                    |
| Staffelchef der Geierschwadron | Hermann Ebeling                  |
| Geier Kim                      | Sven Plate                       |